# Olympische Winterspiele 1964/Eiskunstlauf
Bei den IX. Olympischen Winterspielen 1964 in Innsbruck fanden drei Wettbewerbe im Eiskunstlauf statt. Austragungsort war das Olympia-Eisstadion.

## Bilanz

### Medaillenspiegel
| Platz | Land               | Gold | Silber | Bronze | Gesamt |
| ----- | ------------------ | ---- | ------ | ------ | ------ |
| 1     | Deutschland        | 1    | 1      | –      | 2      |
| 2     | Niederlande        | 1    | –      | –      | 1      |
| 2     | Sowjetunion        | 1    | –      | –      | 1      |
| 4     | Kanada             | –    | 1      | 1      | 2      |
| 5     | Frankreich         | –    | 1      | –      | 1      |
| 5     | Österreich         | –    | 1      | –      | 1      |
| 6     | Vereinigte Staaten | –    | –      | 2      | 2      |

### Medaillengewinner
| Konkurrenz | Gold                                  | Silber                                                        | Bronze                        |
| ---------- | ------------------------------------- | ------------------------------------------------------------- | ----------------------------- |
| Herren     | Manfred Schnelldorfer                 | Alain Calmat                                                  | Scott Allen                   |
| Damen      | Sjoukje Dijkstra                      | Regine Heitzer                                                | Petra Burka                   |
| Paare      | Ljudmila Beloussowa / Oleg Protopopow | Marika Kilius / Hans-Jürgen Bäumler Debbi Wilkes / Guy Revell | Vivian Joseph / Ronald Joseph |

## Vorschau
Im Eiskunstlaufen waren laut der Vorschau des Sport Zürich in seiner Ausgabe vom 29. Januar 1964 die aktuellen Europameister von Grenoble (14. bis 18. Januar) als die wahrscheinlichsten Olympiasieger einzustufen. Trotz unterschiedlicher Preisrichter würde die kampfgerichtliche Praxis greifen, „jemanden der etwas ist, jemanden sein zu lassen“.
Manfred Schnelldorfer und Scott Allen waren nach Expertenmeinung die einzigen, die eventuell Alain Calmat um den Sieg bringen konnten. Schnelldorfer war als sehr guter Pflichtläufer bekannt, der jedoch in der Kür an Calmat nicht herankomme. Über Allen sei überhaupt nur zu lesen, dass er mit 14 Jahren jung sei und bei den US-Meisterschaften glänzende Kritiken erhalten habe. Der Olympiazweite Karol Divín sei in den letzten Jahren zu oft verletzt gewesen und daher nicht mehr so stark wie 1960 in Squaw Valley. So hoch wie er sei auch Emmerich Danzer einzustufen. Bei den Damen würden weder Regine Heitzer noch Nicole Hassler die Goldmedaille für Sjoukje Dijkstra verhindern können; sie seien erste Anwärterinnen auf Silber und Bronze. Eventuell könnte die Kanadierin Wendy Griner in dieses Duell eingreifen.
Im Paarlaufen war für Marika Kilius und Hans-Jürgen Bäumler das sowjetische Paar Ljudmila Beloussowa und Oleg Protopopow der Schrecken – beide Paare sollten gleiche Chancen haben. In Grenoble war der Punktabstand zwischen ihnen nur zwei Punkte, im Kürvortrag noch geringer. Und hier in Innsbruck gebe es keine Pflicht. Auch Bronze sei mit Tatjana Schuk / Alexander Gawrilow praktisch vergeben. Es blieb nur die Frage, wie sich die beiden kanadischen Paare (darunter Debbi Wilkes / Guy Revell) schlagen würden, während den Schweizer Vertretern Gerda Johner / Ruedi Johner der fünfte oder sechste Platz prognostiziert wurde.

## Ergebnisse
- K = Kür
- P = Pflicht
- Pz = Platzziffer
- Pkt. = Punkte

### Herren
| Platz | Land | Sportler              | P             | K             | Pz            | Pkt.          |
| ----- | ---- | --------------------- | ------------- | ------------- | ------------- | ------------- |
| 1     | EUA  | Manfred Schnelldorfer | 01            | 01            | 013           | 1916,9        |
| 2     | FRA  | Alain Calmat          | 03            | 05            | 022           | 1876,5        |
| 3     | USA  | Scott Allen           | 04            | 04            | 026           | 1873,6        |
| 4     | TCH  | Karol Divín           | 02            | 09            | 032           | 1862,8        |
| 5     | AUT  | Emmerich Danzer       | 05            | 03            | 042           | 1824,0        |
| 6     | USA  | Thomas Litz           | 13            | 02            | 077           | 1764,7        |
| 7     | AUT  | Peter Jonas           | 09            | 06            | 079           | 1752,0        |
| 8     | JPN  | Nobuo Satō            | 08            | 10            | 088           | 1746,2        |
| 9     | CAN  | Donald Knight         | 07            | 11            | 085           | 1746,6        |
| 10    | USA  | Monty Hoyt            | 06            | 12            | 081           | 1755,5        |
| 11    | EUA  | Ralph Borghard        | 10            | 07            | 090           | 1742,2        |
| 12    | EUA  | Sepp Schönmetzler     | 12            | 08            | 092           | 1743,1        |
| 13    | CAN  | Charles Snelling      | 16            | 15            | 117           | 1705,5        |
| 14    | ITA  | Giordano Abbondati    | 11            | 16            | 131           | 1688,4        |
| 15    | AUT  | Wolfgang Schwarz      | 17            | 13            | 127           | 1695,9        |
| 16    | CAN  | Bill Neale            | 19            | 14            | 143           | 1667,7        |
| 17    | FRA  | Robert Dureville      | 14            | 19            | 148           | 1660,0        |
| 18    | GBR  | Hywel Evans           | 15            | 22            | 159           | 1640,1        |
| 19    | SUI  | Markus Germann        | 20            | 23            | 186           | 1578,0        |
| 20    | GBR  | Malcolm Cannon        | 18            | 24            | 187           | 1587,5        |
| 21    | HUN  | Jenő Ébert            | 22            | 18            | 188           | 1586,9        |
| 22    | TCH  | Ondrej Nepela         | 23            | 17            | 190           | 1590,1        |
| 23    | FRA  | Philippe Pélissier    | 21            | 21            | 189           | 1573,8        |
| 24    | SUI  | Peter Grütter         | 24            | 20            | 208           | 1517,2        |
|       | URS  | Waleri Meschkow       | zurückgezogen | zurückgezogen | zurückgezogen | zurückgezogen |
|       | NED  | Wouter Toledo         | zurückgezogen | zurückgezogen | zurückgezogen | zurückgezogen |

Pflicht: 4. Februar 

Kür: 6. Februar
Die Leistungen wurden von neun Wertungsrichtern beurteilt. Im Gegensatz zu den vorangegangenen Olympischen Spielen gab es keinen klaren Favoriten in der Herrenkonkurrenz. Nach dem Zweiten Weltkrieg waren alle Olympiasieger in der Herrenkonkurrenz aus den USA gekommen. Durch das Flugzeugunglück 1961, bei dem eine ganze Generation amerikanischer Eiskunstläufer ausgelöscht wurde, konnten die USA ihre Dominanz nicht fortsetzen. Die Weltmeister der vergangenen beiden Jahre, die Kanadier Donald Jackson und Donald McPherson, hatten ihre Karriere bereits beendet. Der amtierende Vizeweltmeister Alain Calmat aus Frankreich war somit leicht favorisiert. Nach der Pflicht führte Manfred Schnelldorfer mit Platzziffer 17 und 1027,1 Punkten vor dem Pflichtspezialisten Karol Divín (20/1018,6). Calmat lag auf dem dritten Platz (23/1008,3) vor Scott Allen (32/990,8) und Emmerich Danzer (49/941,2).
Schnelldorfer konnte auch die Kür gewinnen und wurde somit Olympiasieger, als erster Deutscher in der Herrenkonkurrenz. Calmat gewann mit der fünftbesten Kür die Silbermedaille. Er war bisher noch nie von Schnelldorfer besiegt worden und kaum jemand hatte dem Münchner eine fehlerfreie Kür zugetraut. Doch während alle seine Konkurrenten nicht fehlerlos geblieben waren (Calmat mit zwei Stürzen), bestand nach seiner Kür keine Zweifel. Schwarz stürzte bei einem Doppeljosua, doch strich er nichts aus seinem vorgesehenen Programm. Divín war leicht verletzt angetreten; bei einem dreifachen Rittberger touchierte er und er zeigte keinen Doppelaxel und Doppellutz. Wenngleich er besser als bei der Europameisterschaft auftrat, waren die Medaillenchancen dahin.
Die Nerven von Calmat, der als hypersensibel galt, hielten nicht. Trotzdem wurde er hoch bewertet, was bei den stark vertretenen deutschen Zuschauer «Schiebungsrufe» auslöste. Danzer stürzte beim dreifachen Rittberger, sonst sprang er doppelt und sicher, kam aber an seine Leistung von den Europameisterschaften in Grenoble nicht heran. Zudem hatte er auf den dreifachen Rittberger verzichten müssen, da ihn eine vor einer Woche erlittene Zerrung behindert hatte. Für Allen war die Chance nach Divíns Vorstellung gestiegen und er konnte sie nützen, wenngleich auch er beim dreifachen Salchow den zweiten Fuß als Stütze nehmen musste.
Schnelldorfer sprang den Doppelaxel sehr sicher, auch den Doppellutz sehr schön, riskierte danach nicht mehr allzu viel. Doch das Publikum war mit der hohen Benotung nicht einverstanden, warf Mandarinen und Orangen in die Arena. Insgesamt standen die Preisrichter stark in der Kritik. In der Platzziffer kam Schnelldorfer auf 13, Calmat auf 22 und Allen auf 26. Die deutsche Mannschaftsführung hatte zwar auf den Sieg gehofft, aber nicht erwartet, dass Schnelldorfer auch die beste Kürnote erhalten würde. Thomas Litz wartete mit einer Prachtleistung auf (Rang 2 in der Kür), auch der 13-jährige Ondrej Nepela überraschte mit einer beachtlichen Leistung.

### Damen
| Platz | Land | Sportlerin             | P  | K  | Pz  | Pkt.   |
| ----- | ---- | ---------------------- | -- | -- | --- | ------ |
| 1     | NED  | Sjoukje Dijkstra       | 01 | 01 | 009 | 2018,5 |
| 2     | AUT  | Regine Heitzer         | 02 | 05 | 022 | 1945,5 |
| 3     | CAN  | Petra Burka            | 03 | 02 | 025 | 1940,0 |
| 4     | FRA  | Nicole Hassler         | 05 | 04 | 038 | 1887,7 |
| 5     | JPN  | Miwa Fukuhara          | 04 | 09 | 050 | 1845,1 |
| 6     | USA  | Peggy Fleming          | 08 | 06 | 059 | 1819,6 |
| 7     | USA  | Christine Haigler      | 06 | 15 | 074 | 1803,8 |
| 8     | USA  | Albertina Noyes        | 09 | 07 | 073 | 1798,9 |
| 9     | AUT  | Helli Sengstschmid     | 18 | 03 | 085 | 1782,1 |
| 10    | CAN  | Wendy Griner           | 13 | 08 | 091 | 1775,3 |
| 11    | GBR  | Sally-Anne Stapleford  | 07 | 19 | 108 | 1757,9 |
| 12    | CAN  | Shirra Kenworthy       | 10 | 16 | 104 | 1756,3 |
| 13    | JPN  | Kumiko Ōkawa           | 15 | 11 | 136 | 1725,4 |
| 14    | EUA  | Inge Paul              | 17 | 12 | 139 | 1720,3 |
| 15    | TCH  | Hana Mašková           | 19 | 10 | 142 | 1714,8 |
| 16    | GBR  | Carol-Ann Warner       | 12 | 22 | 162 | 1692,9 |
| 17    | HUN  | Zsuzsa Almássy         | 20 | 14 | 159 | 1702,2 |
| 18    | GBR  | Diane Clifton-Peach    | 11 | 25 | 152 | 1711,7 |
| 19    | EUA  | Gabriele Seyfert       | 21 | 17 | 177 | 1685,1 |
| 20    | AUT  | Ingrid Ostler          | 16 | 20 | 171 | 1684,8 |
| 21    | SWE  | Ann-Margreth Frei-Käck | 26 | 13 | 191 | 1661,1 |
| 22    | JPN  | Junko Ueno             | 14 | 26 | 170 | 1685,0 |
| 23    | SUI  | Franziska Schmidt      | 22 | 21 | 193 | 1662,8 |
| 24    | EUA  | Uschi Keszler          | 25 | 18 | 213 | 1642,3 |
| 25    | TCH  | Jana Mrázková          | 23 | 24 | 205 | 1646,4 |
| 26    | ITA  | Sandra Brugnera        | 27 | 23 | 221 | 1612,5 |
| 27    | SUI  | Monika Zingg           | 28 | 28 | 248 | 1568,9 |
| 28    | NOR  | Anne Karin Dehle       | 24 | 30 | 248 | 1571,9 |
| 29    | FRA  | Geneviève Burdel       | 29 | 27 | 255 | 1542,0 |
| 30    | NOR  | Berit Unn Johansen     | 30 | 29 | 265 | 1524,9 |

Pflicht: 30. Januar

Kür: 2. Februar

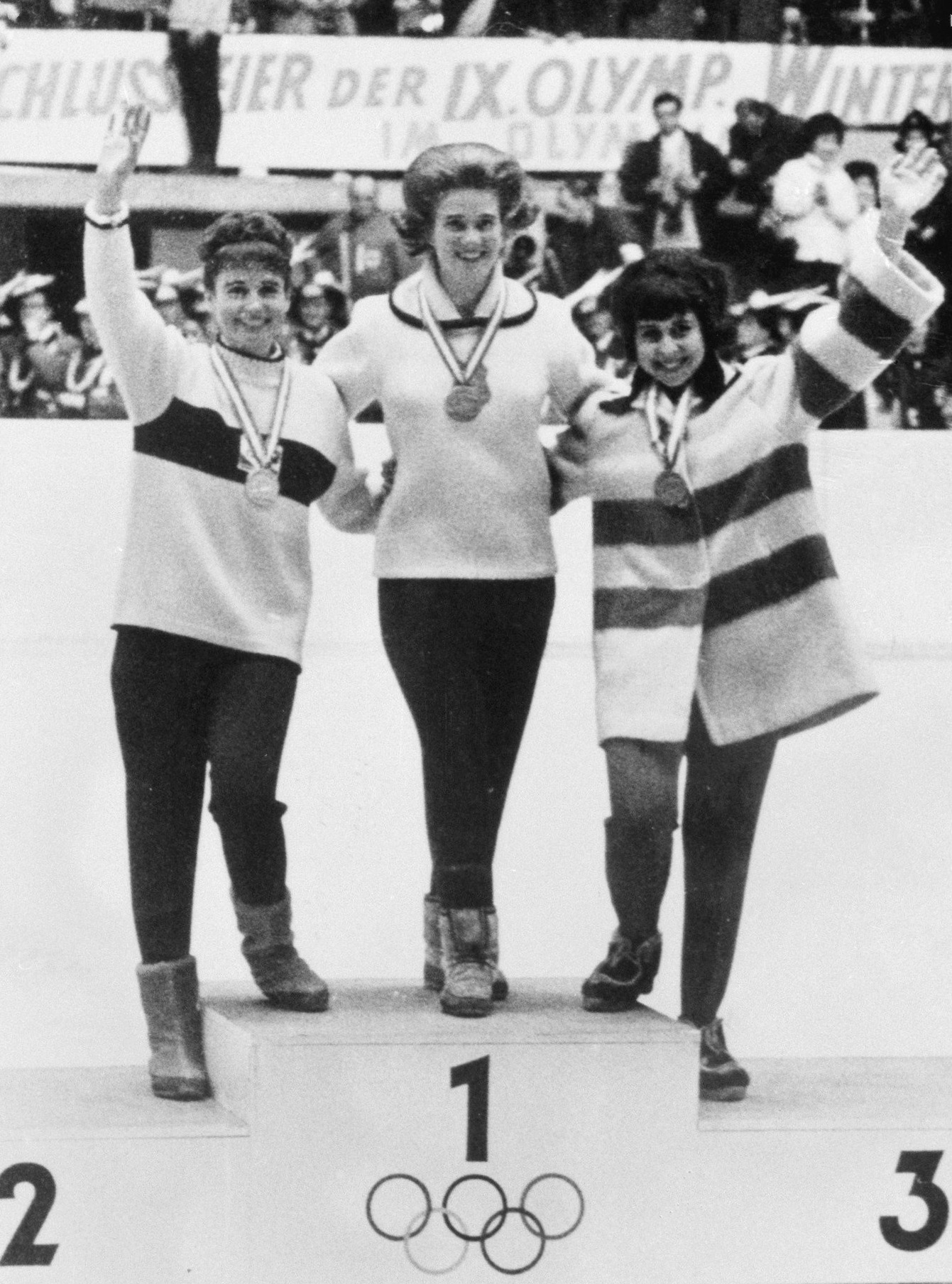
Das Podest des Damenwettbewerbs, von links: Heitzer, Dijkstra, Burka

Die Leistungen wurden von neun Wertungsrichtern beurteilt. Bereits die ersten beiden Figuren des Pflichtprogramms ergaben die Reihenfolge Dijkstra vor Heitzer und Burka. Der Zwischenstand nach der Pflicht lautete: 1. Dijkstra (Platzziffer 9,5 / 1113,2 Punkte), 2. Heitzer (20,0 / 1074,6), 3. Burka (27,5 / 1050,2).
Die Schweizer Meisterin Franziska Schmidt eröffnete vor überfülltem Haus (ein Teil des Publikums saß auf den Betonstufen) die Kür, Sengstschmid beschloss die erste Gruppe und zeigte die insgesamt drittbeste Kür. Von den Führenden war Burka mit Nr. 22 als erste an der Reihe. Ihr erster Doppelaxel gelang großartig, nach Axel links und Axel rechts kam eine kleine schöpferische Pause. Ihr zweiter Doppelaxel war aufgerissen, doch dies blieb ihr einziger Fehler. Mit Nr. 26 kam Heitzer dran. Nach schön gelungenem Doppellutz hatte sie beim darauf folgenden Doppelaxel Schwierigkeiten, Zwei Doppelsprünge waren makellos und es folgten gelungene Pirouetten und Tanzschritte. Sie wurde zwar nur Kür-Fünfte, doch reichte ihr Vorsprung aus der Pflicht aus bzw. bekam sie fünfmal Platzziffer 2, Burka nur viermal. Die Olympiasiegerin kam mit Nr. 28 aufs Eis: Vorerst ein nicht ganz einwandfreier Doppellutz, den sie aber wiederholte und dadurch den Lapsus ausbesserte. Sie reihte Sprung an Sprung, Pirouette an Pirouette an, bestach durch Kraft und Sicherheit und war unbestritten die Beste. Dijkstra erhielt von allen Preisrichtern die Platzziffer 1.

### Paare
| Platz | Land | Paar                                       | Pz    | Pkt.  |
| ----- | ---- | ------------------------------------------ | ----- | ----- |
| 1     | URS  | Ljudmila Beloussowa / Oleg Protopopow      | 013,0 | 104,4 |
| 2     | EUA  | Marika Kilius / Hans-Jürgen Bäumler        | 015,0 | 103,6 |
| 2     | CAN  | Debbi Wilkes / Guy Revell                  | 035,5 | 098,5 |
| 3     | USA  | Vivian Joseph / Ronald Joseph              | 035,5 | 089,2 |
| 5     | URS  | Nina Schuk / Stanislaw Schuk               | 045,0 | 096,6 |
| 6     | SUI  | Gerda Johner / Ruedi Johner                | 056,0 | 095,4 |
| 7     | USA  | Judianne Fotheringill / Jerry Fotheringill | 069,5 | 094,7 |
| 8     | USA  | Cynthia Kauffman / Ronald Kauffman         | 074,0 | 092,8 |
| 9     | TCH  | Agnesa Wlachovská / Peter Bartosiewicz     | 084,0 | 091,8 |
| 10    | TCH  | Milada Kubíková / Jaroslav Votruba         | 097,0 | 088,9 |
| 11    | EUA  | Brigitte Wokoeck / Heinz-Ulrich Walther    | 103,5 | 088,8 |
| 12    | AUT  | Gerlinde Schönbauer / Wilhelm Bietak       | 108,0 | 087,7 |
| 13    | EUA  | Margit Senf / Peter Göbel                  | 113,5 | 087,9 |
| 14    | CAN  | Faye Strutt / Jim Watters                  | 122,5 | 085,3 |
| 15    | AUT  | Ingeborg Strell / Ferry Dedovich           | 129,0 | 083,6 |
| 16    | CAN  | Linda Ward / Neil Carpenter                | 128,5 | 084,2 |
| 17    | SUI  | Monique Mathys / Yves Aellig               | 147,5 | 081,5 |

Datum: 29. Januar
Die Leistungen wurden von neun Wertungsrichtern beurteilt.
Die Entscheidung wollten eigentlich 20.000 Besucher, vor allem solche aus der Bundesrepublik Deutschland mit der großen Hoffnung auf Gold für Kilius/Bäumler, miterleben, doch hatten in der Eishalle nur 12.000 Platz. Trotzdem schaffte man es, 13.000 unterzubringen, die drei Stunden lang auf Beton in den Gängen auf Stiegen saßen.
Da Kilius/Bäumler noch vor dem olympischen Wettkampf einen Profivertrag unterschrieben und somit gegen das Amateurstatut verstoßen hatten, wurde ihnen vom Internationalen Olympischen Komitee (IOC) die Silbermedaille aberkannt. Der Silberrang blieb daraufhin über drei Jahrzehnte lang vakant. Im Dezember 1987 hob das IOC dieses Urteil auf und stellte das ursprüngliche Ergebnis wieder her. Da keine Rückgabe der Medaillen durch die zwischenzeitlich zweit- und drittplatzierten Paare erfolgte, legte das IOC im Jahr 2014 fest, dass zwei Paare die Silbermedaille erhalten und ein Paar die Bronzemedaille.